# Gaspard Terrasson
Gaspard Terrasson est un oratorien et prédicateur français, frère de Jean Terrasson, né à Lyon le 5 octobre 1680, mort à Paris le 2 janvier 1752.

## Biographie
Il entra dans l'ordre des Oratoriens, s'adonna d'abord à l'enseignement des humanités et de la philosophie, puis se livra tout entier et avec un grand succès à la prédication. L'ardeur qu'il mit à embrasser les doctrines jansénistes le força à abandonner la prédication et à quitter l'Oratoire. Terrasson devint alors curé de Trésigny, dans le diocèse d'Auxerre, puis se fixa à Paris. 
Il joignait à beaucoup de savoir une grande modestie. Ses Sermons sont remarquables par la noble simplicité avec laquelle on y trouve exprimées les idées les plus élevées. Ils contiennent 29 discours pour le Carême, des sermons détachés, 3 panégyriques et l'oraison funèbre du Grand Dauphin. Ils ont été imprimés à Paris (1740, 4 vol. in-12). 
Terrasson a laissé sous le voile de l'anonymat, un livre intitulé Lettres sur la justice chrétienne (Paris, 1733, in-12), que la Sorbonne censura. Les Nouveaux sermons d'un prédicateur célèbre (Utrecht, 1733, in-12), qu'on lui a attribués, paraissent être de son frère. 

## Source
« Gaspard Terrasson », dans Pierre Larousse, Grand dictionnaire universel du XIXe siècle, Paris, Administration du grand dictionnaire universel, 15 vol., 1863-1890 [détail des éditions].